# 中西隆浩
中西 隆浩（なかにし たかひろ）は、日本のイラストレーター。にーたかの名義でも活動している。

## 経歴・人物
神奈川県藤沢市鵠沼生まれ。同市善行で育つ。神奈川県立鎌倉高等学校を卒業する。成城大学法学部法律学科を卒業する。学生時代は、アメリカンフットボールに打ち込んだ。大学卒業後、「絵を仕事にしたい」と思い、独学でイラストを学ぶ。イラストレーション制作会社勤務を経る。1993年、独立し、以後フリーのイラストレーターとして活動している。2015年、パリで開催された「春の日本現代美術展」（Exposition Contemporaine d’artistes Japonais）に作品「月あかりII」を出展する。広告や書籍、雑誌などで、様々なスタイルのイラストを描いている。

## 主な担当作品
| タイトル                                     | 著者       | 発行       | 出版社       | 備考 |
| -------------------------------------------- | ---------- | ---------- | ------------ | ---- |
| なるほどナットク！シーケンス制御がわかる本   | 大浜庄司   | 2004年7月  | オーム社     |      |
| 「ブルー・オーシャン戦略」実践ワークブック   | 中野明     | 2009年5月  | 秀和システム |      |
| コトラーの「マーケティング」実践ワークブック | 宮崎哲也   | 2009年12月 | 秀和システム |      |
| クリティカル・シンキング実践ワークブック     | 中野明     | 2009年12月 | 秀和システム |      |
| ロジカル・シンキング実践ワークブック         | 中野明     | 2009年12月 | 秀和システム |      |
| ベーシック・コーチング実践ワークブック       | 土岐優美   | 2009年12月 | 秀和システム |      |
| バランス・スコアカード実践ワークブック       | 中野明     | 2009年12月 | 秀和システム |      |
| 戦略的ゲーム理論実践ワークブック             | 中野明     | 2010年7月  | 秀和システム |      |
| 問題解決に役立つ QC七つ道具実践ワークブック  | 今里健一郎 | 2011年11月 | 秀和システム |      |
| アジャイル・ユーザビリティ                   | 樽本徹也   | 2012年2月  | オーム社     |      |